# Lieutenant Governor’s Award for Literary Excellence

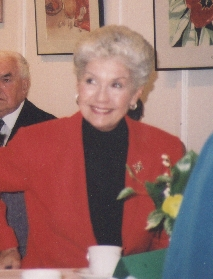
Iona Campagnolo, erste Schirmherrin des Lieutenant Governor’s Award for Literary Excellence

Der Lieutenant Governor’s Award for Literary Excellence ist ein kanadischer Literaturpreis, der von den BC Book Prizes verwaltet wird und seit 2004 gesondert vergeben wird, um sowohl den besonderen Anteil an der Weiterentwicklung der Literaturqualität der kanadischen Literatur in British Columbia eines Schriftstellers oder einer Schriftstellerin zu würdigen, als auch den substanziellen Teil seines literarischen Gesamtwerks während seiner bisherigen schriftstellerischen Karriere hervorzuheben.
Der Preisträger erhält eine finanzielle Anerkennung von 5.000 kanadischen Dollar und eine würdigende Urkunde.

## Vorgeschichte
Der Lieutenant Governor’s Award for Literary Excellence erfuhr seine ersten Entwicklungen im Frühjahr 2002. Angeführt von der erfahrenen und vielfach preisgekrönten Autorin Carol Shields traf sich eine Gruppe von renommierten Schriftstellern British Columbias mit der damaligen Provinzgouverneurin British Columbias (Lieutenant Governor of British Columbia), der ehrenwerten Iona Campagnolo, um einen speziellen provinziellen Literaturpreis ins Leben zu rufen. Inspiriert durch Carol Shields resultierte aus diesem Zusammentreffen die Einrichtung des Lieutenant Governor’s Award for Literary Excellence, der wie alle anderen sieben Literaturpreise der BC Book Prizes seit 2004 im April eines Jahres vergeben wird.

## Preisträger
| Jahr | Autor                         |
| ---- | ----------------------------- |
| 2004 | P. K. Page                    |
| 2005 | Robert Bringhurst             |
| 2006 | Jack Hodgins                  |
| 2007 | Patrick Lane                  |
| 2008 | Gary Geddes                   |
| 2009 | Terry Glavin                  |
| 2010 | Stan Persky                   |
| 2011 | George Bowering               |
| 2012 | Brian Brett                   |
| 2013 | Lorna Crozier und Sarah Ellis |
| 2014 | Kit Pearson                   |
| 2015 | Betty Keller                  |
| 2016 | Alan Twigg                    |
| 2017 | Douglas Coupland              |
| 2018 | …                             |
| 2019 | …                             |
| 2020 | Julie Flett und Joy Kogawa    |